# Військова рада Ес-Сувейди
Військова рада Ес-Сувейди (араб. المجلس العسكري في السويداء) — озброєна коаліція друзів, створена в лютому 2025 року в провінції Ес-Сувейда на півдні Сирії.
Спочатку сформована як Тимчасова військова рада після падіння режиму Башара Асада в грудні 2024 року, організація виникла у відповідь на проблеми безпеки після виведення Сирійської арабської армії (САА) з регіону.
Заявлені цілі групи включають просування секуляризму, демократії та децентралізації, захист цивільних осіб та громадської власності від беззаконня та конфліктів, а також запобігання вторгненню сил під управлінням сирійської армії Ахмеда аш-Шараа у поселення друзів та заподіяння шкоди
.
Підтримуються курдськими Сирійськими демократичними силами

та Ізраїлем
.

## Історія

### Падіння режиму Асада
14 грудня 2024 року, після падіння режиму Асада, Тимчасова військова рада, сформована з початкової коаліції ополченців в Ес-Сувейді, почала складати всеосяжну базу даних колишніх офіцерів Сирійської арабської армії унтер-офіцерів і співробітників внутрішніх сил безпеки режиму Асада.
База даних була створена для захисту їхніх прав та зарплат
.

### Формування військової ради Ес-Сувейди
Рада була офіційно оголошена в сільськогосподарському аеропорту Аль-Кафр на півдні Ес-Сувейди.
Рада представила «національний проект», розроблений у співпраці з регіональними політичними та революційними силами.

Рада була створена зі схвалення шейха Акла громади друзів Сирії та підтримана двома видними лідерами фракції Ахрар аш-Шам.
У рамках своїх ініціатив Рада оголосила про плани проводити регулярні зустрічі з метою оцінки потенційних загроз та розробки відповідних відповідей
..
Командира Тарек Аль Шуфі обрано головним лідером ради.
До своєї нинішньої ролі Аль Шуфі, як повідомляється, представляв колишніх офіцерів Сирійської арабської армії, які приєдналися до громади друзів під час антиасадівських протестів 2023 року в Ес-Сувейді.

24 лютого 2025 року декілька місцевих збройних угруповань присягнули на вірність Військовій раді, включно з силами Набі Шуайба,

командувачем сил правовірних Алі бін Абі Таліба,

і силами Байрака Сулеймана бін Дауда.

Лідер сил Байрака Сулеймана бін Дауда Маджід Наджем Абу Рас сприяв набору кадрів до Військової ради.

Рада також діє в координації з шейхом Хікмалем Аль-Хіджрі, духовним лідером друзів у Сувейді.

Рада окреслила кілька основних цілей, у тому числі захист цивільних осіб та суспільної власності від насильства та руйнувань, а також просування секуляризму, демократії та створення нової децентралізованої сирійської держави. Рада також прагнула співпрацювати з іншими угрупованнями безпеки в регіоні і об'єднатися в єдину армію, окрему від управління Ахмеда аш-Шараа, і заприсяглася не допустити проникнення сил нового режиму в поселення друзів у Джабаль-аль-Друзі та Ес-Сувейді.
Військова рада Ес-Сувайди зайняла тверду позицію проти того, що він характеризує як злочинну практику, яку здійснюють влада аш-Шараа і Хаят Тахрір аш-Шам по всій Сирії.
Рада звинуватила режим у проведенні операцій з етнічної чистки шляхом примусового переміщення цивільного населення, руйнування житлових будинків та позасудових страт.
Рада охарактеризувала «методологію репресій та залякування» Хаят Тахрір аш-Шам як споріднену тактику переслідування та авторитарного режиму Асада.
Рада відкрито заявила, що «в майбутньому Сирії немає місця для ополченців Хаят Тахрір аш-Шам», стверджуючи, що сирійські громадяни, які брали участь у революції проти несправедливості, мають відкинути будь-яке подальше тиранічне управління, незалежно від того, чи характеризує воно себе як революційне чи авторитарне
.

### Відносини із Сирійськими демократичними силами
28 січня 2025 року офіційні представники Демократичної ради Сирії (парламенту Рожави) зустрілися з шейхом друзів та лідером друзької громади Хікматом Аль-Хіджрі в Ес-Сувейді, щоб обговорити майбутнє країни та шляхи політичного врегулювання.
Військова рада Ес-Сувайди прийняла прапор з картою Сирії, ідентичний прапору, що використовується курдськими Сирійськими демократичними силами (СДС), змінивши його, щоб виділити провінцію Ес-Сувейда, і включивши до нього друзяку п'ятикутну зірку. Рада висловила відкритість до співпраці з СДС, охарактеризувавши їх як силу, яка захищала свою територію та населення як від тероризму, так і від диктатури.

### Відносини з Ізраїлем
24 лютого 2025 року прем'єр-міністр Ізраїлю Біньямін Нетаньяху оголосив, що Ізраїль не дозволить новій армії Сирії, включаючи будь-які сили ХТШ, увійти в район на південь від Дамаска.
Нетаньяху зажадав демілітаризації південносирійських провінцій Ель-Кунейтра, Дар'а та Ес-Сувейда від військ нового режиму і підкреслив, що Ізраїль не прийме жодних загроз громаді друзів на півдні Сирії
.
Командир Тарік аль-Шуфі подякував усім, хто підтримав позицію Військової ради і зробив внесок у захист громади друзів та стабільність регіону.
Маджид Наджем Абу Рас, який очолює сили Байрак Сулеймана Дауда, які присягнули на вірність Військовій раді Ес-Сувейди, раніше ділився контентом, що виражає підтримку Ізраїлю
.
У той же час Тарік аль-Шуфі підкреслив, що нова сирійська армія має бути вільною від іноземного впливу
.
Вночі 26 лютого ВПС Ізраїлю завдали ударів по військових об'єктах на півдні Сирії на захист друзів
.
Ізраїль направив великі наземні сили на Голанські висоти.